# Картер, Джим (актёр)
Джеймс Эдвард (Джим) Ка́ртер, OBE (англ. James Edward «Jim» Carter, род. 19 августа 1948) — английский актёр, наиболее известный по роли дворецкого мистера Карсона в сериале «Аббатство Даунтон» (дважды номинирован как «Лучший актёр второго плана в драматическом сериале» на Прайм-тайм премию «Эмми» в 2012 и 2013 году). Участник популярной в 1970-х бостонской труппы комедиантов «Madhouse Company Of London». Снимался в таких фильмах как «Безумие короля Георга» (1994), «Ричард III» (1995), «Влюблённый Шекспир» (1998) и «Заколдованная Элла» (2004).

## Биография
Джим Картер родился 19 августа 1948 года в городе Харрогейт, графство Йоркшир, Великобритания. По окончании Ашвильского колледжа (англ. Ashville College) два года учился на юриста в Университете Сассекса пока не увлёкся актёрским мастерством. Бросив университет, Картер присоединился к театральной группе в Брайтоне.

## Личная жизнь
С 1983 года Джим Картер женат на актрисе Имельде Стонтон, с которой он познакомился в январе 1982 года во время репетиции мюзикла «Парни и куколки» в постановке Ричарда Эйра в Национальном театре. У пары есть дочь Бесси (род. 1993).
Стонтон так говорила об игре Картера: «Он никогда не был из тех актеров, которые мечтают сыграть Гамлета. Может быть, потому, что в актерское мастерство он пришел из цирка. Он всегда делал то, что хотел». Стонтон также утверждала, что за всё время брака они с Картером расставались всего на три недели. У пары есть терьер по имени Молли.

## Избранная фильмография
| Год       |   | Русское название             | Оригинальное название      | Роль                 |
| --------- | - | ---------------------------- | -------------------------- | -------------------- |
| 1984      | ф | В компании волков            | The Company of Wolves      | второй муж           |
| 1987      | ф | Месяц в деревне              | A Month in the Country     | Эллербек             |
| 1991      | ф | Инцидент в Иудее             | Incident in Judaea         | Афраний              |
| 1992      | ф | Во всём виноват посыльный    | Blame It On The Bellboy    | Росси                |
| 1994      | с | Метод Крекера                | Cracker                    | Кеннетт Трент        |
| 1994      | ф | Безумие короля Георга        | The Madness of King George | Чарльз Фокс          |
| 1995      | ф | Ричард III                   | Richard III                | лорд Уильям Хастингс |
| 1998      | ф | Влюблённый Шекспир           | Shakespeare in Love        | Ральф Башфорд        |
| 2000      | ф | Вампиреныш                   | The Little Vampire         | Охотник на вампиров  |
| 2000      | с | Арабские приключения         | Arabian Nights             | Джафар               |
| 2003      | ф | Шестнадцать лет похмелья     | 16 Years of Alcohol        | режиссёр             |
| 2004      | с | Убийства в Мидсомере         | Midsomer Murders           | Нейтан Грин          |
| 2004      | ф | Заколдованная Элла           | Ella Enchanted             | Ниш                  |
| 2007      | ф | Мечта Кассандры              | Cassandra's Dream          | босс гаража Фред     |
| 2007      | с | Безмолвный свидетель         | Silent Witness             | Малкольм Янг         |
| 2007—2009 | с | Крэнфорд                     | Cranford                   | капитан Браун        |
| 2008      | ф | Убийства в Оксфорде          | Los crímenes de Oxford     | инспектор Петерсен   |
| 2010—2015 | с | Аббатство Даунтон            | Downton Abbey              | Чарльз Карсон        |
| 2011      | ф | 7 дней и ночей с Мэрилин     | My Week with Marilyn       | Барри                |
| 2017—2019 | с | Падение Ордена               | Knightfall                 | папа Бонифаций       |
| 2019      | ф | Аббатство Даунтон            | Downton Abbey              | Чарльз Карсон        |
| 2019      | ф | Хороший лжец                 | The Good Liar              | Винсент              |
| 2022      | ф | Аббатство Даунтон: Новая эра | Downton Abbey: A New Era   | Чарльз Карсон        |

## Награды
Картер — кавалер Ордена Британской империи (OBE), с 2019 года, за заслуги перед драматическим искусством.